# Copris subpunctatus
Copris subpunctatus là một loài bọ cánh cứng trong họ Bọ hung (Scarabaeidae).